# Nebraska (Bruce Springsteen-album)
 For alternative betydninger, se Nebraska (flertydig). (Se også artikler, som begynder med Nebraska)
Nebraska er Bruce Springsteens sjette studiealbum, udgivet i 1982 af Columbia Records. Albummet adskiller sig fra Springsteens andre albums, da det er indspillet af Springsteen alene, uden assistance fra hans faste E Street Band eller andre musikere.
Sangene på Nebraska var oprindeligt ment som demooptagelser, der skulle fungere som udgangspunkt for mere almindelige indspilninger med E Street Band. Under indspilningerne havde musikerne imidlertid svært ved at ramme den samme stemning som på demoerne, og efter noget tid blev det besluttet, at det var bedre at udgive demoerne som et regulært album.
Nebraska er primitivt indspillet på en billig flersporsbåndoptager, og det er langt mere neddæmpet end sædvanligt. Teksterne er meget dystre og pessimistiske, og handler bl.a. om kriminalitet og fattigdom. Albummet har fået stor kritikerros, og var i 2023 nr. 150 på Rolling Stones liste over de bedste 500 albums nogensinde. Sangene fra Nebraska er desuden blevet fortolket af en lang række musikere, bl.a. Johnny Cash og Ryan Adams. Sangen Highway Patrolman blev desuden filmatiseret som The Indian Runner, med David Morse og Viggo Mortensen i hovedrollerne.

## Trackliste
Alle sange skrevet og komponeret af Bruce Springsteen. 
| 1. | "Nebraska"            | 4:32 |
| 2. | "Atlantic City"       | 4:00 |
| 3. | "Mansion on the Hill" | 4:08 |
| 4. | "Johnny 99"           | 3:44 |
| 5. | "Highway Patrolman"   | 5:40 |
| 6. | "State Trooper"       | 3:17 |

| 1.            | "Used Cars"         | 3:11  |
| 2.            | "Open All Night"    | 2:58  |
| 3.            | "My Father's House" | 5:07  |
| 4.            | "Reason to Believe" | 4:11  |
| Total længde: | Total længde:       | 40:50 |

## Medvirkende
- Bruce Springsteen – vokal, guitar, mundharmonika, mandolin, glockenspiel, tamburin, Hammondorgel, synthesizer, produktion
- Mike Batlan – lydtekniker
- David Michael Kennedy – fotograf
- Dennis King – mastering
- Bob Ludwig, Steve Marcussen – masteringkonsulenter
- Andrea Klein – design

## Hitlister og certifikationer
Album
| År   | Chart              | Position |
| ---- | ------------------ | -------- |
| 1982 | U.S. Billboard 200 | 3        |

Album tracks
| Year | Single           | Chart                     | Position |
| ---- | ---------------- | ------------------------- | -------- |
| 1982 | "Atlantic City"  | U.S. Billboard Top Tracks | 10       |
| 1982 | "Johnny 99"      | U.S. Billboard Top Tracks | 50       |
| 1982 | "Open All Night" | U.S. Billboard Top Tracks | 22       |